# Ghislain Laureys
Ghislain Laureys (Halle, 21 september 1924 - aldaar, 13 januari 1995) was een Vlaamse dichter. 

## Levensloop
Op 31 januari 1950 huwde hij te Halle met Suzanna Van Assel. In 1982 ging om hij om gezondheidsredenen met pensioen. In 1984 werd hij ter gelegenheid van zijn zestigste verjaardag als dichter gevierd. Ghislain Laureys overleed op 70-jarige leeftijd.

## Situering als dichter
Laureys debuteerde in 1943. De reactie op de Tweede Wereldoorlog heeft bij hem en zijn generatiegenoten twee verschillende reacties losgewerkt. Men kon enerzijds terugvallen op het systeem dat jarenlang zijn duurzaamheid bewezen heeft en stoelde op traditie en respect. Men kon anderzijds rebelleren en op zoek gaan naar andere (anti-)waarden en zo te proberen om de ontstane chaos te orderen. 
Ook in de poëzie werd dat dualisme vastgesteld. Toch komt de veranderde mentale ingesteldheid niet dadelijk aan de oppervlakte. Het zijn immers de dichters die reeds tijdens het interbellum debuteerden en van wie daarna nog belangrijk werk verscheen, die de toon blijven aangeven. 
Ze zochten een antidotum tegen de wanorde en de obsessie van de menselijke dwaasheid. Het was hun bedoeling om een herkenbare werkelijkheid te creëren en zich daarbinnen terug te trekken. De enige mogelijkheid die volgens hen bestond, was een terugkeer naar de waarden die hun deugdelijkheid hadden aangetoond. Daarom zochten die dichters die voor het grootste deel religieus gevormd zijn, steun bij vooroorlogse traditionele waarden en katholieke zekerheden. Hierin werden ze gevolgd door een groot deel van de naoorlogse debutanten.
Karakteristiek is het teruggrijpen naar de klassieke dichtvormen zoals sonnetten en kwatrijnen. De taal is klassiek, zelfs archaïsch. Religie of religieuze aspecten overheersen.
Laureys is het voorgaande zijn hele leven trouw gebleven. Toen tijdens de vijftiger en zestiger jaren van 20e eeuw de experimentele poëzie van de Vijftigers en Vijfenvijftigers bloeide, besloot hij om te zwijgen. Dit laatste betekent niet dat hij besloten had om voorgoed te zwijgen. Gedichten bleven immers verschijnen in literaire en vooral in niet-literaire uitgaven. Bundels verschenen echter niet. Het Nieuw-realisme en de Neoromantiek met hun duidelijke en 'eenvoudige' verwoording en respect voor traditie betekenden ook een hernieuwde aandacht voor zijn poëzie.
Daarheen zijn hele carrière is duidelijk gebleken dat hij in de veertiger jaren van 20e eeuw toen de traditionele dichters nog de toon aangaven, gedebuteerd is. Net als de traditionelen probeerde hij een vertrouwde realiteit te scheppen. Die was voor hem slechts te vinden in klassieke geestelijke waarden die voor hem hun deugdelijkheid bewezen hadden. Leven en liefde stonden tegen dood en eenzaamheid. Die zekerheden waren ook bij hem grotendeels op geloof gebaseerd. Het is dan ook niet verwonderlijk dat hij vaak, maar tegen zijn zin een religieus dichter genoemd werd.
Wouters heeft hem die door de Nederlander Luiting een "volkse bard" genoemd werd, getypeerd als "de niet conforme conformist. Hij is inderdaad een conformist omdat hij de neiging heeft om zich naar de heersende opvatting te schikken. Opvattingen zijn echter niet van alle tijden. De literaire opvatting waarnaar Laureys zich richt, is diegene die in de naoorlogse periode gangbaar en richtinggevend was: de poëzie van de traditionelen. Hij is echter een niet-conforme conformist. Hij heeft zich niet opgesloten in zijn eigen kleine en dichterlijke wereldje. Hij heeft geobserveerd, geïnterpreteerd, afgewogen en geconcludeerd. De karakteristieken die hij niet kan gebruiken, heeft hij verketterd. Elementen van stromingen die hem aanspreken, heeft hij geassimileerd. Deze combinatie van conformisme en niet-conformisme hebben zijn poëzie een meerwaarde gegeven. Ze hebben ervoor gezorgd dat Laureys’ dichtkunst een eigen, duidelijk te herkennen karakter heeft."

## Poëzie in boekvorm
- "Morgenrood". 1943.
- "Het hart van mijn stad". 1972.
- "Poëtisch-Pakket". 1984.
- "De gang der gedachten". 1993 (verschenen in de collectieve dichtbundel:  CASSIMAN, Roland; DELBAERE, Etienne; DOHMEN, Marjo; HAKHOLT, Ubbo-Derk; LAUREYS, Ghislain en MOENS, Alma. Tuinen van de wind).
- "De lokstem van het leven". 1995 (samengesteld door Rik Wouters (dichter)).

## Andere literaire 'publicaties'
- het gedicht "Mijn stadje uitverkoren" werd door Renaat Veremans op muziek gezet en voor het eerst opgevoerd in de Sint-Martinusbasiliek van Halle op 19 november 1956.
- een gedicht werd door de dichter ingelezen op de L.P. "Deze wereld heb ik hartelijk lief", verschenen bij Litera te Leopoldsburg in 1982.
- Gedichten verschenen op prentkaarten en op een sierbord.

## Literaire prijzen
- Onder voorbehoud omdat meer gegevens ontbreken en er twijfel bestaat of het wel om een prijs gaat, Meidagen voor Poëzie van "het Daghet". 1948.
- Onder voorbehoud omdat meer gegevens ontbreken en er twijfel bestaat of het wel om een prijs gaat), Poëziedagen van Merendree. 1950.
- Onder voorbehoud omdat meer gegevens ontbreken en er twijfel bestaat of het wel om een prijs gaat, Poëziedagen van Merendree.  1951.
- Onder voorbehoud omdat meer gegevens ontbreken en er twijfel bestaat of het wel om een prijs gaat, Poëziedagen van Merendree. 1952.
- Gegevens over de soort onderscheiding ontbreken, Kolder-Poëzieprijs van het Halse "Atelier Onge8", Halle. 1967.
- Tweede eervolle vermelding, Poëzieprijs Kulturele Raad Halle.  1983.

## Literaire carrière
Hij was actief in de Vlaamse literaire tijdschriftenwereld. Hij was in 1985 medeoprichter van "Zefier". Hij was lid van de redacties van "Arsenaal" (1950), "Litera" (1983-?), "’t Kofschip" (1983-1990) en "Zefier" (1985). Hij was ereredactielid van "’t Kofschip" (1990-1992).
Gedichten verschenen in literaire tijdschriften en bloemlezingen in Vlaanderen. Hij las in Halle verscheidene keren voor uit eigen werk voor.